# Cytaea laticeps
Cytaea laticeps là một loài nhện trong họ Salticidae.
Loài này thuộc chi Cytaea. Cytaea laticeps được Tord Tamerlan Teodor Thorell miêu tả năm 1878.